# Hallesches Ufer
Das Hallesche Ufer ist eine Straße in Berlin-Kreuzberg. Sie verläuft entlang des nördlichen Ufers des Landwehrkanals von der Gitschiner Straße bis zum Reichpietschufer. Das Hallesche Ufer ist etwa 1380 Meter lang und Teil des Berliner Innenstadtrings. Die Straße ist auf ihrer ganzen Länge eine Einbahnstraße in Richtung Westen, der Gegenverkehr wird am jenseitigen Ufer des Landwehrkanals, auf dem Tempelhofer Ufer, nach Osten geführt.

## Geschichte

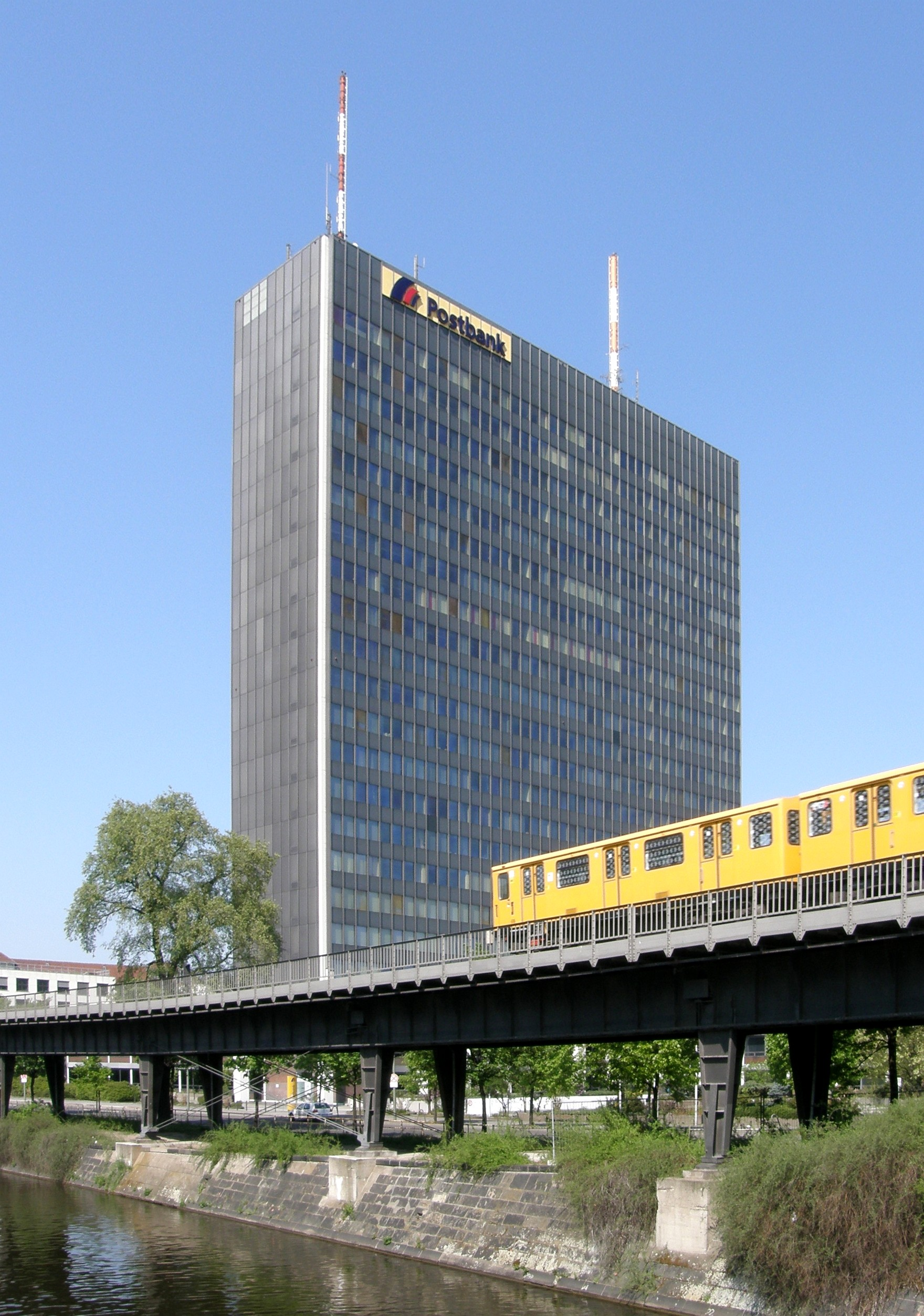
Postbank-Hochhaus am Halleschen Ufer, im Vordergrund die Hochbahn

Die Anlage der Straße ist eng mit der Schiffbarmachung des Landwehrgrabens verknüpft. Im Jahr 1840 erteilte der preußische König Friedrich Wilhelm IV. seinem Direktor der königlich-preußischen Gärten Peter Joseph Lenné den Auftrag zur Ausarbeitung eines entsprechenden Planes. Die königliche Kabinettsorder vom 12. Juni 1841 bestätigte die von Lenné vorgeschlagene, bis heute unveränderte Trassenführung und von August 1845 bis April 1852 erfolgte der Ausbau zum schiffbaren Landwehrkanal.
Beidseitig des Landwehrkanals entstanden Uferstraßen, darunter die des Halleschen Ufers an der nördlichen Seite des Kanals. Die Straße – benannt nach der sachsen-anhaltischen Stadt Halle – trägt den Namen seit dem 6. November 1849. Die Namensgebung stammt vom Halleschen Tor, das sich bis 1876 am östlichen Ende der Straße befand, und mit Bezug auf den nördlich an der Möckernstraße gelegenen Anhalter Bahnhof. Die Arbeiten an den Straßen, Promenaden und Wegen sowie die Baumpflanzungen zogen sich bis in die 1860er Jahre hin.
Zwischen 1898 und 1902 wurde entlang des Ufers des Landwehrkanals die Hochbahn der heutigen U-Bahn-Linien U1 und U3 errichtet. Zwei Hochbahnhöfe dieser Strecke befinden sich direkt am Ufer, die Bahnhöfe Möckernbrücke und Hallesches Tor. Ursprünglich endete das Hallesche Ufer von Osten kommend an der Schöneberger Straße. Auf dem anschließenden Abschnitt befand sich der Schöneberger Hafen, der erst 1960 zugeschüttet wurde, um das Hallesche Ufer bis zur Köthener Straße verlängern zu können.
Seit 1998 befindet sich am westlichen Ende des Ufers der neu errichtete Bahnhof Mendelssohn-Bartholdy-Park der U-Bahn-Linie U2. Die letzten drei Häuser der Königgrätzer Straße ordnete der Polizeipräsident am 19. Dezember 1936 dem Halleschen Ufer zu. 1962 wurde in der Straße die Berliner Schaubühne gegründet, die später an den Kurfürstendamm nach Berlin-Wilmersdorf umzog.

## Bemerkenswerte Gebäude und Kulturdenkmale entlang der Straße
- Postbank-Hochhaus
- Amtsgericht Tempelhof-Kreuzberg
- Hebbel am Ufer
- BASA-Bunker
- Ehemaliges Lapidarium in der historischen Pumpstation III, Maschinen- und Kesselhaus mit Schornstein, 1873–1876 von James Hobrecht[5]
- Ehemaliges Königlich Preußisches Eisenbahn-Zentralamt bzw. späteres Reichsbahn-Zentralamt
- Landwehrkanal[6]
- Wohn- und Geschäftshaus, Hallesches Ufer 24–28 / Ecke Wilhelmstraße 149/150, 1968–1970 von Fehling & Gogel[7]
- Köthener Brücke am Halleschen Ufer, Köthener Straße und Schöneberger Ufer[8]

Bebauung am Halleschen Ufer
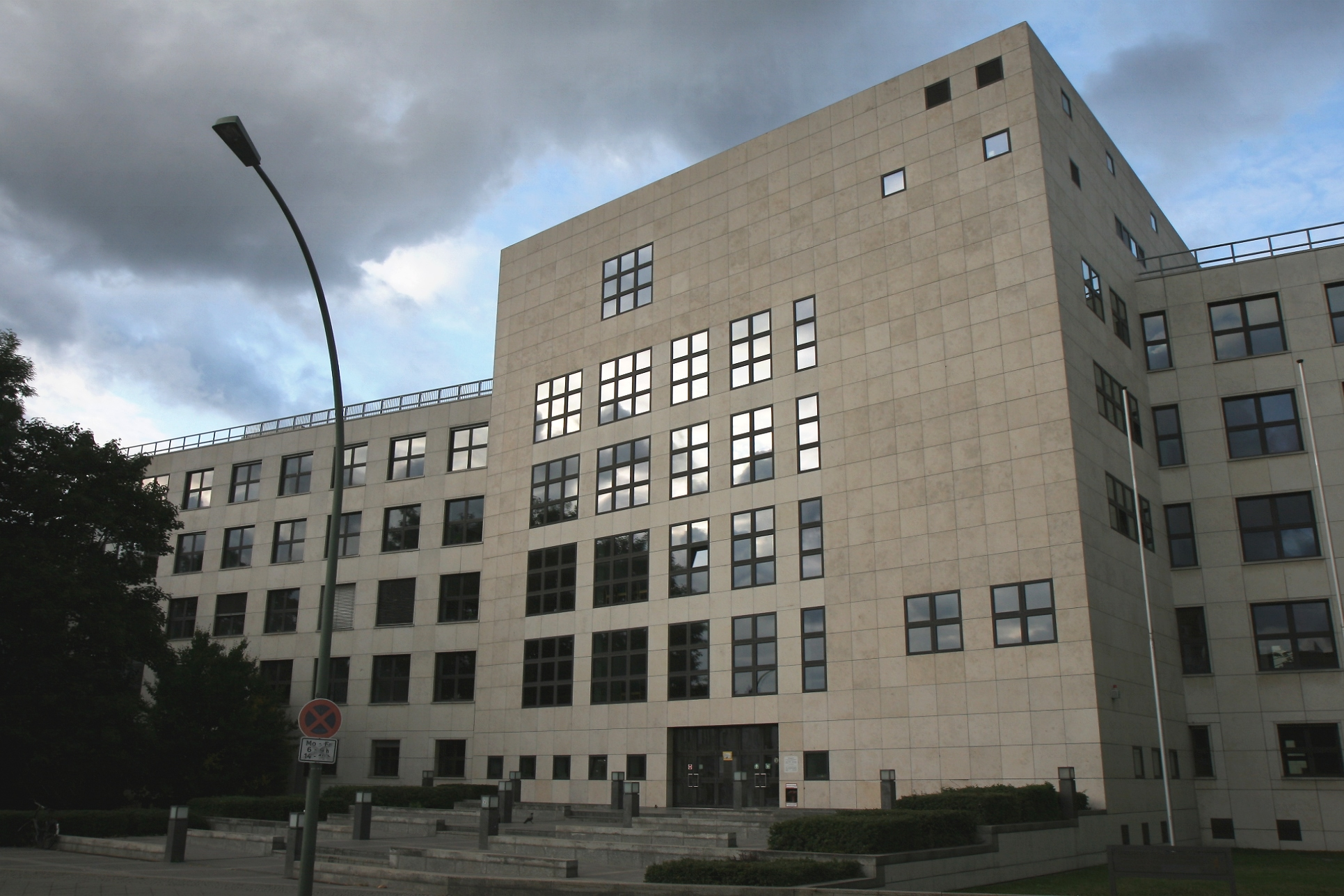
Amtsgericht Tempelhof-Kreuzberg
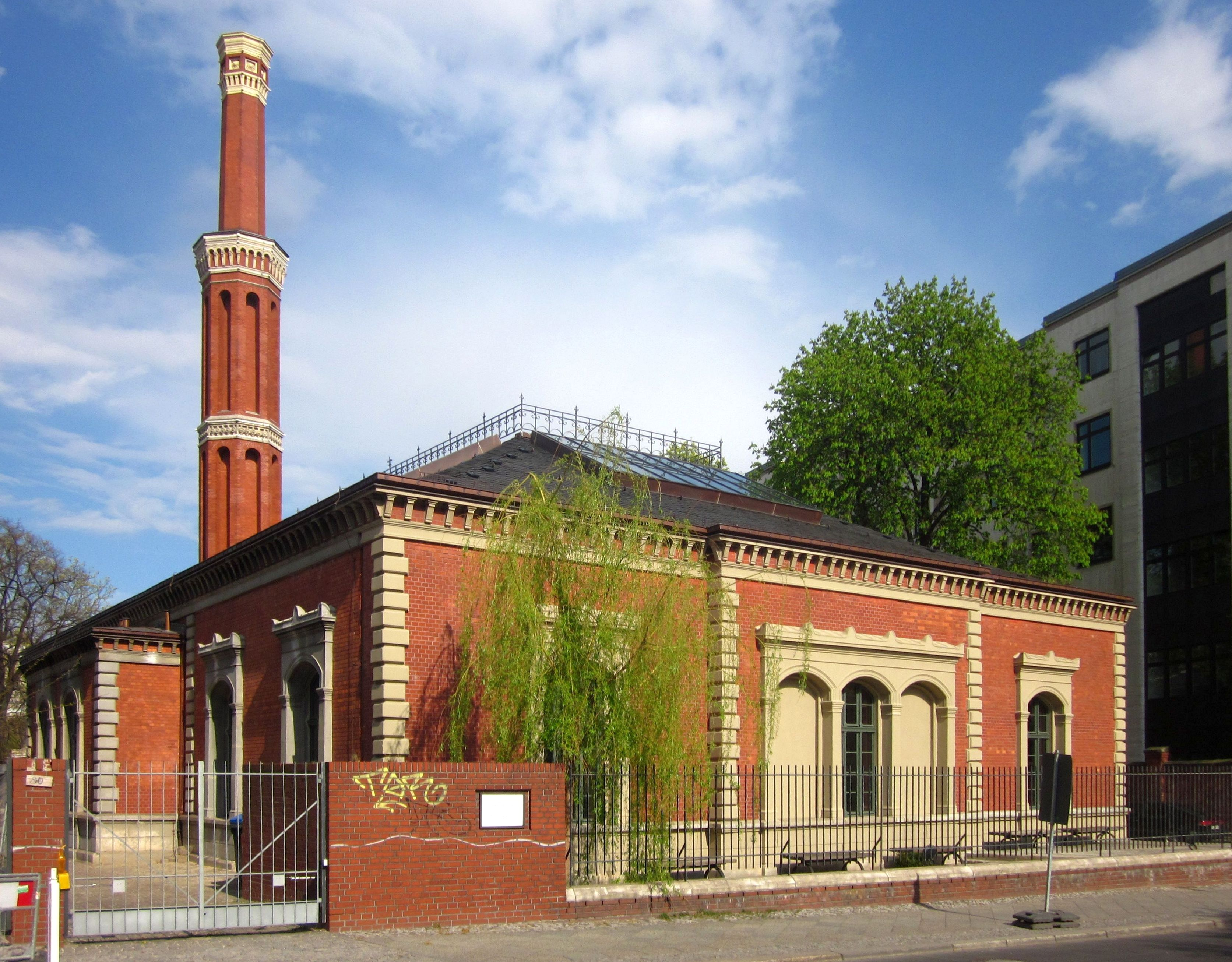
Ehemaliges Lapidarium/Pumpstation
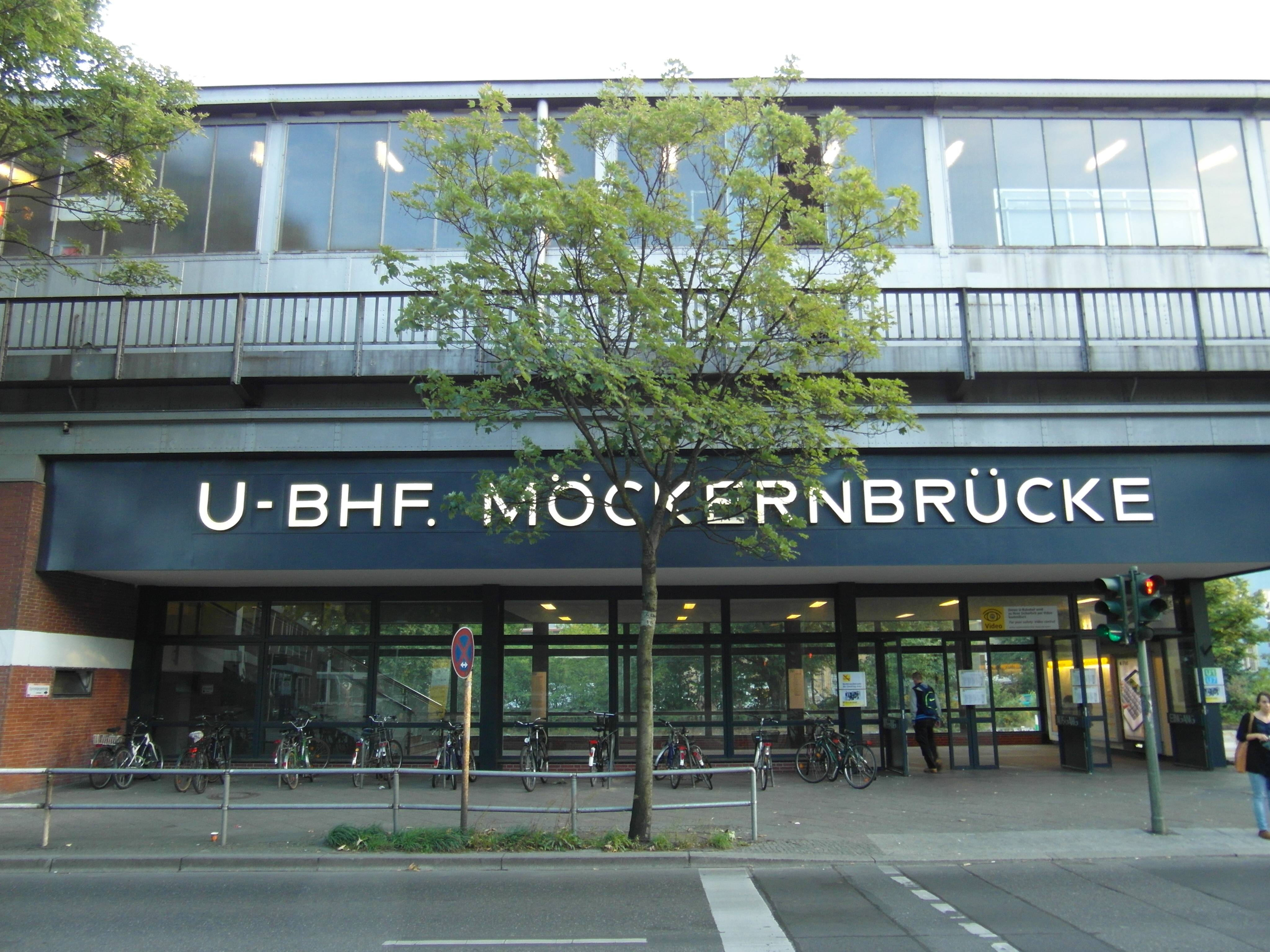
Zugang zum U-Bahnhof Möckernbrücke am Halleschen Ufer
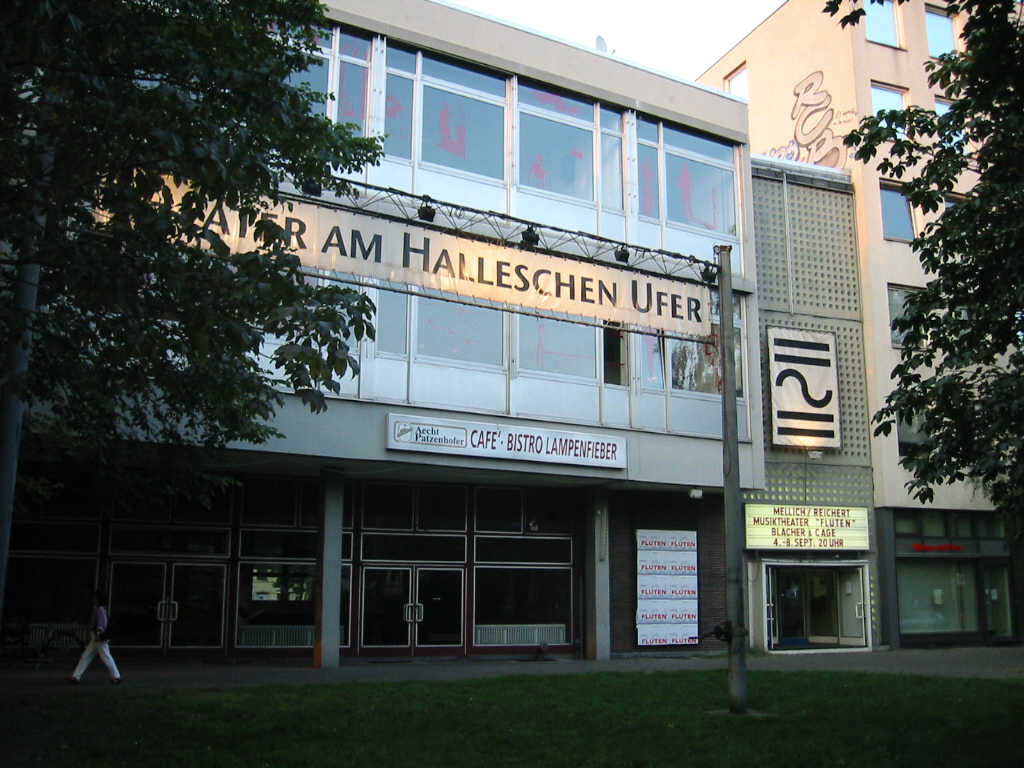
Theater am Halleschen Ufer
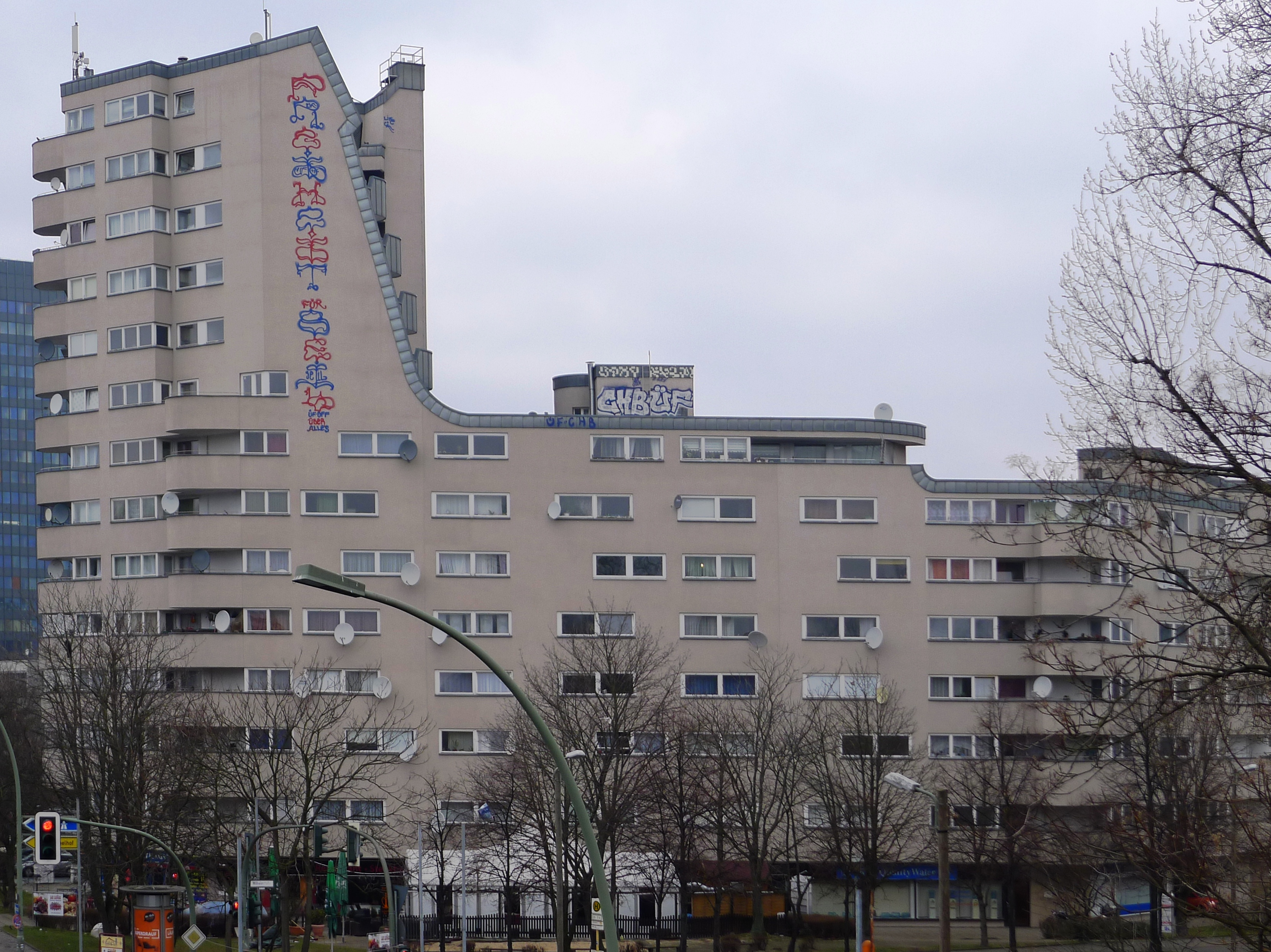
Wohngebäude

## Radverkehr

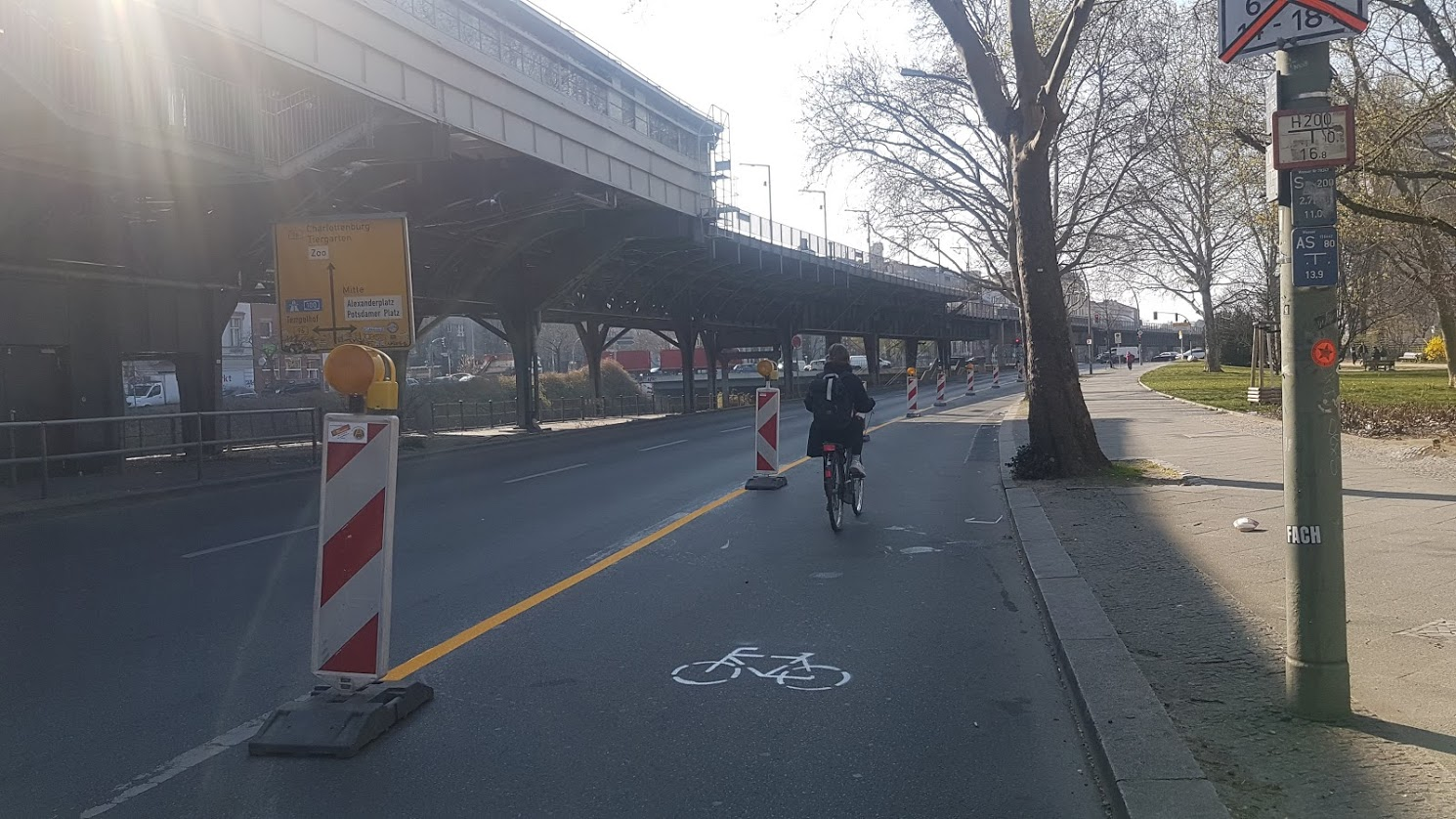
Pop-up-Radweg am Halleschen Ufer

Nach dreitägiger Planung durch die Berliner Senatsverwaltung für Verkehr und dem Bezirksamt von Friedrichshain-Kreuzberg wurde am 25. März 2020 am Halleschen Ufer zwischen dem Halleschem Tor und der Köthener Straße, wo bisher kein Radfahrstreifen existierte, als Pilotprojekt eine der drei Fahrstreifen mit gelben Markierungen, Baustellenbaken und Fahrradpiktogrammen zum ersten Berliner Pop-up-Radweg umgewidmet. Es handelte sich dabei um eine Maßnahme im Rahmen der COVID-19-Pandemie in Berlin.

## Besonderheiten
Auf Höhe des Halleschen Ufers 26 befindet sich ein Stolperstein zur Erinnerung an Marie Auguste Ewert (* 1891), die am 23. September 1942 in der Anstalt Obrawalde als Euthanasieopfer ermordet wurde (siehe → Bild).